# Sosu Seowon
Sosu Seowon là seowon lâu đời nhất Hàn Quốc, học viện lý học tư nhân được thành lập trong thời kỳ nhà Triều Tiên. Nó nằm ở lối vào của chùa Suksusa, thị trấn Sunheung, thành phố Yeongju, thuộc tỉnh Gyeongsang Bắc. Nó được thành lập bởi Chu Thế Bằng (1495–1554) người lúc đó là phán quan của huyện Pungseong.
Đây là một trong 47 seowon sống sót qua cuộc bãi bỏ các seowon của Hưng Tuyên đại viện quân vào năm 1871. Nó đã được bảo tồn tốt với hầu hết các cấu trúc cổ và được xếp hạng là Quốc bảo Hàn Quốc số 55.